# New Zealand Geological Survey Antarctic Expedition
La New Zealand Geological Survey Antarctic Expedition (NZGSAE, Spedizione antartica neozelandese per l'ispezione geologica) è una serie di spedizioni scientifiche neozelandesi condotte nell'Antartide.
Le esplorazioni furono condotte inizialmente nel 1957–58, quando la spedizione si spinse fino alla dipendenza di Ross e continuarono poi nel 1958–59, nel 1961-62, nel 1963–64, nel 1967–68 e nel 1969–70. 
Le esplorazioni avevano lo scopo primario del rilevamento geologico e geodetico, con la mappatura di molte caratteristiche geofisiche dell'area. L'attività esplorativa condusse anche all'assegnazione del nome a numerosi monti, ghiacciai e altre caratteristiche fisiografiche operata dal Comitato neozelandese per i toponimi antartici.